# Sveta Gora, Nova Gorica
Sveta Gora (în italiană Monte Santo di Gorizia) este o localitate din comuna Nova Gorica, Slovenia, formată în jurul unei mănăstiri.